# Liste des œuvres de Fra Angelico
La liste des œuvres de Fra Angelico présente la liste des œuvres connues du peintre Guido di Pietro (vers 1400-1455), resté célèbre sous le nom de Fra Angelico.

## Fresques
| image | titre                                                          | nature de l'élément | date de création | matériau | collection               |
| ----- | -------------------------------------------------------------- | ------------------- | ---------------- | -------- | ------------------------ |
|       | Couronnement de la Vierge (it)                                 | fresque             | 1438-1440        |          | musée national San Marco |
|       | Crucifixion et saints                                          | fresque             | 1441             |          | musée national San Marco |
|       | L'Adoration de l'Enfant (it)                                   | fresque             | 1440             |          | musée national San Marco |
|       | L'Annonciation du couvent San Marco                            | fresque peinture    | 1440             |          | musée national San Marco |
|       | Noli me tangere                                                | fresque             | 1438-1440        |          | musée national San Marco |
|       | Saint Laurent reçoit les dons de l'Église                      | fresque             | 1447             |          | chapelle Nicoline        |
|       | Vierge à l'Enfant entre les saints Dominique et Thomas d'Aquin | fresque             | 1435             |          | Musée de l'Ermitage      |

## Peinture
| image | label                                                                            | nature de l'élément | date de fondation/création | matériau         | collection                                                   |
| ----- | -------------------------------------------------------------------------------- | ------------------- | -------------------------- | ---------------- | ------------------------------------------------------------ |
|       | Adoration des mages (it)                                                         | peinture            | vers 1441-1442             |                  | musée national San Marco                                     |
|       | Ange en adoration, tourné vers la droite                                         | peinture            | 1430                       | tempera bois or  | Département des Peintures du musée du Louvre                 |
|       | Ange en adoration, tourné vers la gauche                                         | peinture            |                            |                  | Département des Peintures du musée du Louvre                 |
|       | Annonciation du musée San Marco                                                  | peinture            | vers 1451-1452             |                  | musée national San Marco                                     |
|       | Armadio degli Argenti (Armoire des vases sacrés ou Armoire des ex-voto d'argent) | peinture            | entre 1451 et 1453         |                  | musée national San Marco                                     |
|       | Consécration diaconale de saint Laurent                                          | peinture            | entre 1447 et 1448 environ |                  | chapelle Nicoline                                            |
|       | Dieu le Père                                                                     | peinture            |                            |                  | Département des Peintures du musée du Louvre                 |
|       | L'Annonciation de la cellule 3 de San Marco (it)                                 | peinture            | entre 1438 et 1440         |                  | musée national San Marco                                     |
|       | L'Annonciation                                                                   | peinture            | 1435                       |                  | musée du Prado                                               |
|       | L'Annonciation de Cortone                                                        | peinture            | 1430                       |                  | musée diocésain à Cortone                                    |
|       | L'Annonciation de San Giovanni Valdarno                                          | peinture            | 1430                       |                  | Q3868055                                                     |
|       | La Communion des Apôtres                                                         | peinture            | 1440                       |                  | musée national San Marco                                     |
|       | La Couronne d'épines                                                             | peinture            | 1430                       |                  | cathédrale de Livourne                                       |
|       | La Crucifixion                                                                   | peinture            | 1420-1423, vers            |                  | Metropolitan Museum of Art                                   |
|       | La Crucifixion                                                                   | peinture            | peut-être v. 1440          |                  | Metropolitan Museum of Art                                   |
|       | La Descente de Croix                                                             | peinture            | 1432                       |                  | basilique San Marco                                          |
|       | La Décapitation de saints Côme et Damien                                         | peinture            | 1443 1438-01-17            | tempera peuplier | musée du Louvre Département des Peintures du musée du Louvre |
|       | La Décollation de saint Jean Baptiste et le Banquet d'Hérode                     | peinture            | 1430                       | tempera bois     | Département des Peintures du musée du Louvre                 |
|       | La Déposition de Croix                                                           | peinture            | 1436                       |                  | musée national San Marco                                     |
|       | La Madone des ombres                                                             | peinture            | 1440                       |                  | musée national San Marco                                     |
|       | Le Calvaire avec saint Dominique en prière                                       | peinture            | 1435 1440-01-17            | fresque          | musée du Louvre                                              |
|       | Le Jugement dernier                                                              | peinture            | 1425                       |                  | basilique San Marco                                          |
|       | Le Jugement dernier                                                              | peinture            | 1450                       | bois             | Gemäldegalerie                                               |
|       | Madonna dell'Umiltà                                                              | peinture            | 1433                       |                  | musée national d'art de Catalogne                            |
|       | Martyre des saints Côme et Damien                                                | peinture            | 1443                       |                  | National Gallery of Ireland                                  |
|       | Mise au tombeau                                                                  | peinture            | 1440                       |                  | musée national San Marco                                     |
|       | Pala di Fiesole                                                                  | peinture            | 1422                       |                  | Couvent San Domenico                                         |
|       | Pala di San Marco                                                                | peinture            | 1440                       |                  | musée national San Marco                                     |
|       | Polittico Guidalotti                                                             | peinture            | 1438                       |                  | Galerie nationale de l'Ombrie                                |
|       | Vierge d'humilité                                                                | peinture            |                            |                  | National Gallery of Art                                      |
|       | Q20173695                                                                        | peinture            |                            |                  | National Gallery of Art                                      |
|       | Q20185262                                                                        | peinture            |                            |                  | J. Paul Getty Museum                                         |
|       | Q20202629                                                                        | peinture            |                            |                  | musée des beaux-arts de San Francisco                        |
|       | Q20275901                                                                        | peinture            |                            |                  | Institut d'art de Chicago                                    |
|       | Q20539565                                                                        | peinture            |                            |                  | musée des beaux-arts de Boston                               |
|       | Q20539568                                                                        | peinture            |                            |                  | musée des beaux-arts de Boston                               |
|       | Q20890942                                                                        | peinture            |                            |                  | Minneapolis Institute of Arts                                |
|       | Q20891079                                                                        | peinture            |                            |                  | Minneapolis Institute of Arts                                |
|       | Q3697611                                                                         | peinture            | 1438                       |                  | musée national San Marco                                     |
|       | Q3697632                                                                         | peinture            | 1442                       |                  | musée national San Marco                                     |
|       | Q3697660                                                                         | peinture            | 1442                       |                  | musée national San Marco                                     |
|       | Q3698211                                                                         | peinture            | 1451                       |                  | Fogg Art Museum                                              |
|       | Q3698213                                                                         | peinture            | 1443                       |                  | Alte Pinakothek                                              |
|       | Q3698216                                                                         | peinture            | 1442                       |                  | musée national San Marco                                     |
|       | Q3778382                                                                         | peinture            | 1443                       |                  | musée national San Matteo                                    |
|       | Q3778391                                                                         | peinture            | 1443                       |                  | National Gallery of Art                                      |
|       | Q3796944                                                                         | peinture            | 1428                       |                  | musée national San Marco                                     |
|       | Q3797771                                                                         | peinture            | 1432                       |                  | galerie des Offices                                          |
|       | Q3842504                                                                         | peinture            | 1430                       |                  | Städel                                                       |
|       | Q3842724                                                                         | peinture            | 1435                       | tempera or bois  | galerie des Offices                                          |
|       | Q3843020                                                                         | peinture            | 1430                       | tempera bois     | musée national San Marco                                     |
|       | Q3850308                                                                         | peinture            | 1447                       |                  | palais du Vatican                                            |
|       | Q3889232                                                                         | peinture            | 1450                       |                  | musée national San Marco                                     |
|       | Q3904386                                                                         | peinture            | 1443                       |                  | Alte Pinakothek                                              |
|       | Q3910091                                                                         | peinture            | 1447                       |                  | chapelle Nicoline                                            |
|       | Q3910904                                                                         | peinture            | 1438                       |                  | musée national San Marco                                     |
|       | Q3946901                                                                         | peinture            | 1443                       |                  | Alte Pinakothek                                              |
|       | Q3946902                                                                         | peinture            | 1443                       |                  | Alte Pinakothek                                              |
|       | Q3947014                                                                         | peinture            | 1442                       |                  | musée national San Marco                                     |
|       | Q3947496                                                                         | peinture            | 1447                       |                  | chapelle Nicoline                                            |
|       | Q3947498                                                                         | peinture            | 1447                       |                  | palais du Vatican                                            |
|       | Q3947807                                                                         | peinture            | 1442                       |                  | musée national San Marco                                     |
|       | Q3948009                                                                         | peinture            | 1442                       |                  | musée national San Marco                                     |
|       | Q3949515                                                                         | peinture            | 1447                       |                  | chapelle Nicoline                                            |
|       | Q3949522                                                                         | peinture            | 1447                       |                  | chapelle Nicoline                                            |
|       | Q3955665                                                                         | peinture            | 1443                       |                  | musée national San Marco                                     |
|       | Q3982381                                                                         | peinture            | 1418                       |                  | galerie des Offices                                          |
|       | Q3997714                                                                         | peinture            | 1438                       |                  | musée national San Marco                                     |
|       | Q3999099                                                                         | peinture            | 1450                       |                  | Q3757768                                                     |
|       | Q3999100                                                                         | peinture            | 1450                       |                  | Gemäldegalerie                                               |
|       | Tondo Cook                                                                       | peinture            | 1430                       | tempera          | National Gallery of Art                                      |
|       | Triptyque de saint Pierre martyr                                                 | peinture            | 1428-1429                  | tempera panneau  | musée national San Marco                                     |
|       | Un saint évêque                                                                  | peinture            | 1425 (vers)                |                  | Metropolitan Museum of Art                                   |
|       | Vierge d'humilité                                                                | peinture            | 1440                       | tempera bois     | Rijksmuseum Amsterdam                                        |
|       | Vierge à l'enfant avec deux anges                                                | peinture            | 1420                       | tempera bois     | musée Boijmans Van Beuningen                                 |

## Série de peintures
| image | label                                    | nature de l'élément | date de fondation/création | matériau            | collection |
| ----- | ---------------------------------------- | ------------------- | -------------------------- | ------------------- | --- |
|       | Prédelle des histoires de saint François | série de peintures  | 1429-01-01                 |                     | Gemäldegalerie Pinacothèque vaticane Lindenau-Museum                                                                                 |
|       | Triptyque de Cortone                     | série de peintures  | 1437-01-01                 | tempera or bois     | musée diocésain à Cortone |
|       | panneau de prédelle                      | série de peintures  | 1426-01-01                 |                     | musée d'art Kimble Philadelphia Museum of Art musée national San Marco collection particulière musée des beaux-arts de San Francisco |
|       | Tabernacolo dei Linaioli                 |                     | 1432-07-02                 | tempera sur panneau | Musée national San Marco |

## Divers
| image | label                        | nature de l'élément       | date de fondation/création | matériau             | collection                                   |
| ----- | ---------------------------- | ------------------------- | -------------------------- | -------------------- | -------------------------------------------- |
|       | Le Couronnement de la Vierge | retable peinture prédelle | vers 1430-1432             | tempera panneau bois | Département des Peintures du musée du Louvre |
|       | Pala Annalena (it)           | polyptyque                | vers 1430                  |                      | musée national San Marco                     |